# Botnăreștii Noi, Anenii Noi
Botnăreștii Noi este o localitate în comuna Chirca, raionul Anenii Noi, Republica Moldova.

## Demografie
Structură etnică
     moldoveni (67,61%)
     ucraineni (24,65%)
     ruși (7,04%)
     găgăuzi (0,7%)
     bulgari (0%)
     români (0%)
     evrei (0%)
     polonezi (0%)
     țigani (0%)
     alte etnii / nedeclarată (0%)
Conform datelor recensământului din 2004, populația localității este de 142 locuitori, dintre care 76 (53,52%) bărbați și 66 (46,48%) femei. Structura etnică a populației în cadrul localității arată astfel:
- moldoveni — 96;
- ucraineni — 35;
- ruși — 10;
- găgăuzi — 1;
- altele / nedeclarată — 0.